# Sono Sartana, il vostro becchino
Sono Sartana, il vostro becchino é um filme italiano de 1969, dirigido por Giuliano Carmineo. É o segundo da série com o personagem Sartana. 

## Sinopse
Um bando liderado por um homem se fazendo passar pelo pistoleiro Sartana, assalta o banco da cidade de Hot Iron. Um recompensa é estipulada por sua captura, o que desperta o interesse de figuras como Shadow, o caçador de recompensas Deguejo e do jogador compulsivo mas azarado Hot Dead. O próprio Sartana investiga quem se fez passar por ele, e conta com a ajuda de Buddy Ben. Deixa-se prender para se aproximar de Bill Cochram, um dos participantes do assalto. Este revela que o líder do bando está na cidade de Poker Falls, mas prestes a revelar o nome, é morto. Em Poker Falls, Sartana descobre o envolvimento de figuras importantes desta cidade com o assalto, como o dono do cassino Baxter Red, Homer Crown, do xerife e do juiz local.

## Elenco
- Gianni Garko...... Sartana
- Frank Wolff...... Buddy Ben
- Klaus Kinski......Hot Dead
- Federico Boido...... Bill Cochram
- Ettore Manni...... Baxter Red
- Renato Baldini...... Juiz
- José Torres...... Shadow
- Gordon Mitchell...... Deguejo
- John Bartha......Xerife de Hot Iron
- Sal Borgese......Xerife de Poker Falls
- Samson Burke......Assistente do juiz
- Celso Faria......Gin
- Tullio Altamura......Homer Crown